# Diogo Salomão
Diogo Ferreira Salomão (Amadora, 14 settembre 1988) è un calciatore portoghese, attaccante dell'Alverca.

## Carriera

### Club
Durante la sua carriera ha giocato con varie squadre di club, tra cui lo Sporting CP, in cui si è trasferito nel 2010.
Il 30 settembre 2010 segna una rete nella vittoria casalinga per 5-0 sul Levski Sofia in Europa League.

### Nazionale
Nel 2010 ha giocato una partita con la maglia della nazionale portoghese Under-21.

## Palmarès

### Club

#### Competizioni nazionali
- Liga 3: 1

Alverca: 2023-2024